# Camada negra
Camada negra és una pel·lícula dramàtica espanyola; la segona i més explícitament política del director Manuel Gutiérrez Aragón.
Concebuda en vida de Franco, l'escriptura del guió avançava en llibertat i atreviment a mesura que el règim dictatorial s'extingia.
Va resultar premiada en el Festival de Berlín, però la seva exhibició a Espanya va ser oficialment prohibida per la censura cinematogràfica fins a octubre de 1977, registrant-se en la seva estrena diversos atacs de grups ultradretans.

## Argument
Tatín és un jove de quinze anys que entra a formar part d'un grup clandestí d'activistes falangistes, liderat per una dona fanàtica i violenta. Per a això haurà de complir una sèrie de condicions.

## Repartiment
- José Luis Alonso - Tatin
- Manuel Ayuso - Contractor
- José Manuel Cervino - Cambrer
- Fernando Chinarro - Veterinari
- Manuel Fadón - Ramiro
- Emilio Fornet - Joaquín
- Joaquín Hinojosa - José
- Carmen Lozano
- Eduardo MacGregor - Maitre
- Petra Martínez - Llibreter
- Ángela Molina - Rosa
- Antonio Passy - Director del cor
- Pape Pérez
- María Luisa Ponte - Blanca
- Marisa Porcel
- Ismael Serrano - Rafita
- Tony Valento - Noi del cor

## Premis
- 27è Festival Internacional de Cinema de Berlín: Os de Plata a la millor direcció[5]
- Fotogramas de Plata 1977: Millor intèrpret de cinema espanyol (Ángela Molina)